# Muzacké knížectví

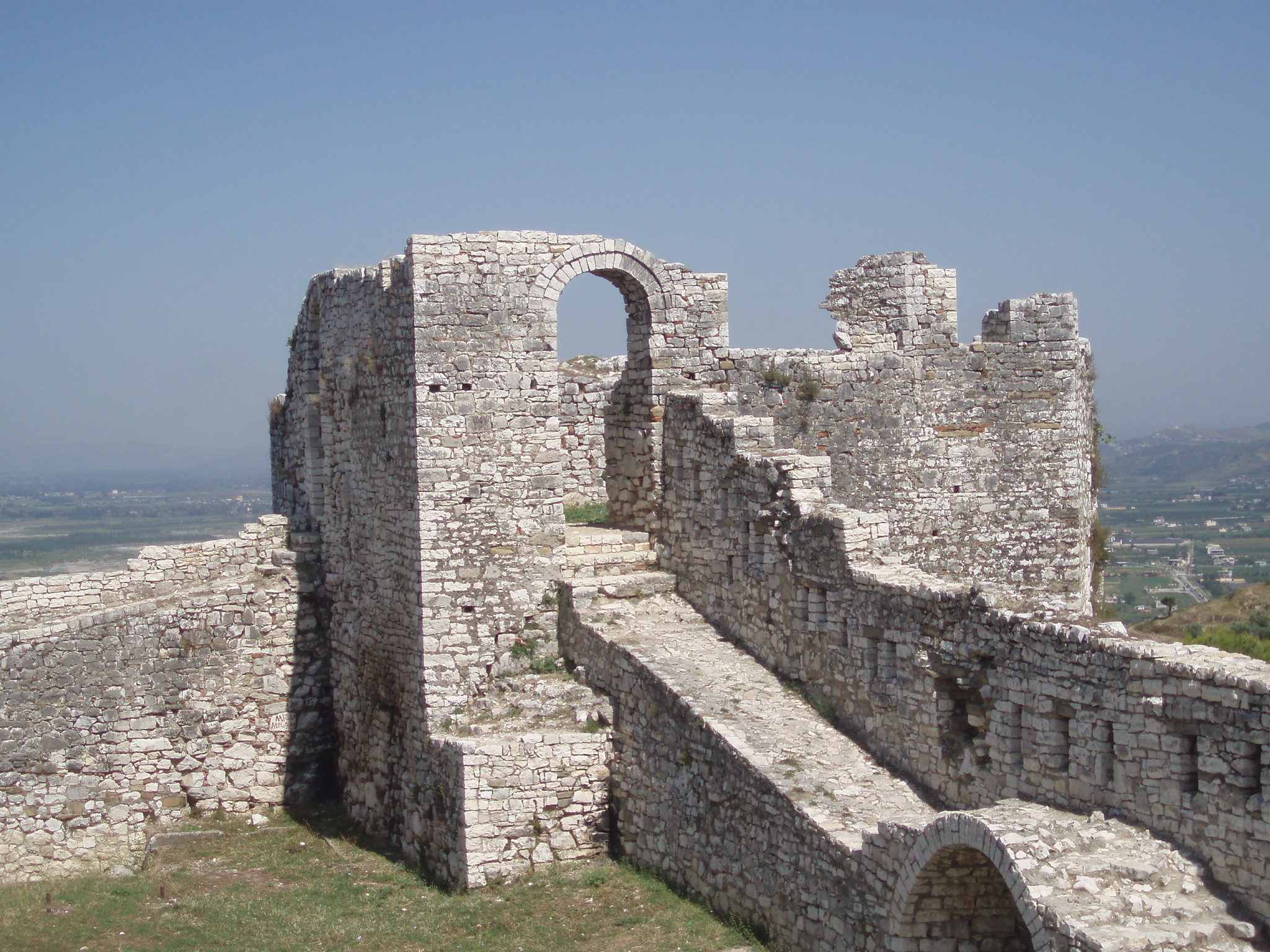
Zřícenina hradu Berat, někdejšího sídla Muzaků

Muzacké knížectví (albánsky Principata e Muzakajve), také Beratské panství, byl nezávislý albánský stát v době 13. až 15. století. Jeho hlavním městem byl Berat (tzv. Albánský Bělehrad) a vládla mu albánská dynastie Muzaků. Území knížectví zahrnovalo střední a jižní Albánii, západní Makedonii a severní Řecko. Prvním vládcem Beratského knížectví Andrea I. obdržel formální uznání byzantského císaře s udělením titulů despota a sebastokrator. Roku 1389 se muzacký vládce zúčastnil bitvy na Kosově poli. V roce 1417 bylo knížectví anektováno Osmanskou říší. Díky spojenectví se Skanderbegem a zapojení se Muzaků do Lezshké ligy bylo knížectví obnoveno roku 1444 s územím ve střední Albánii. Po šesti letech bylo Osmanskými Turky anektováno podruhé.